# Comes Britanniarum

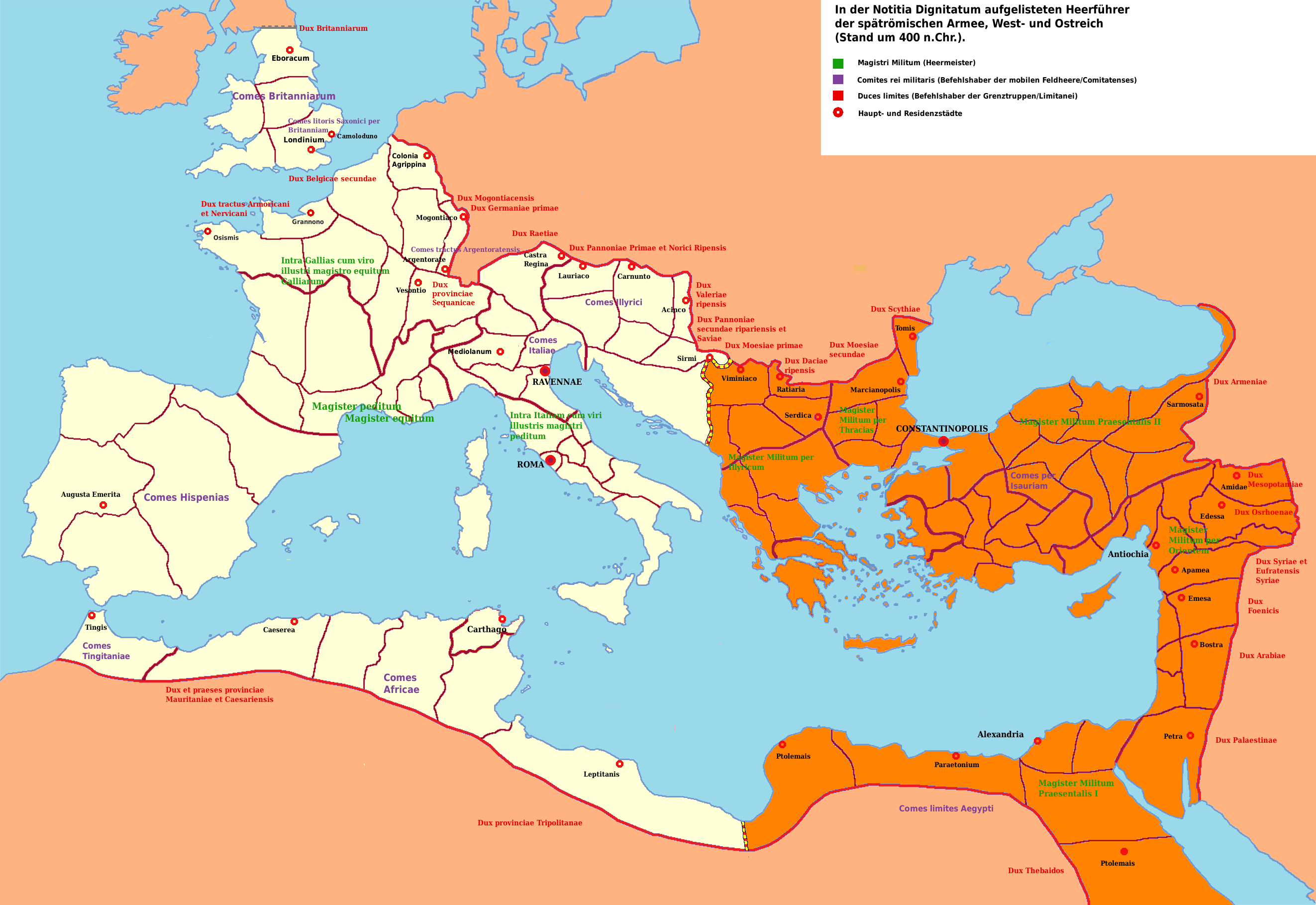
Heerführer der Comitatenses und Limitanei im 5. Jahrhundert n. Chr.

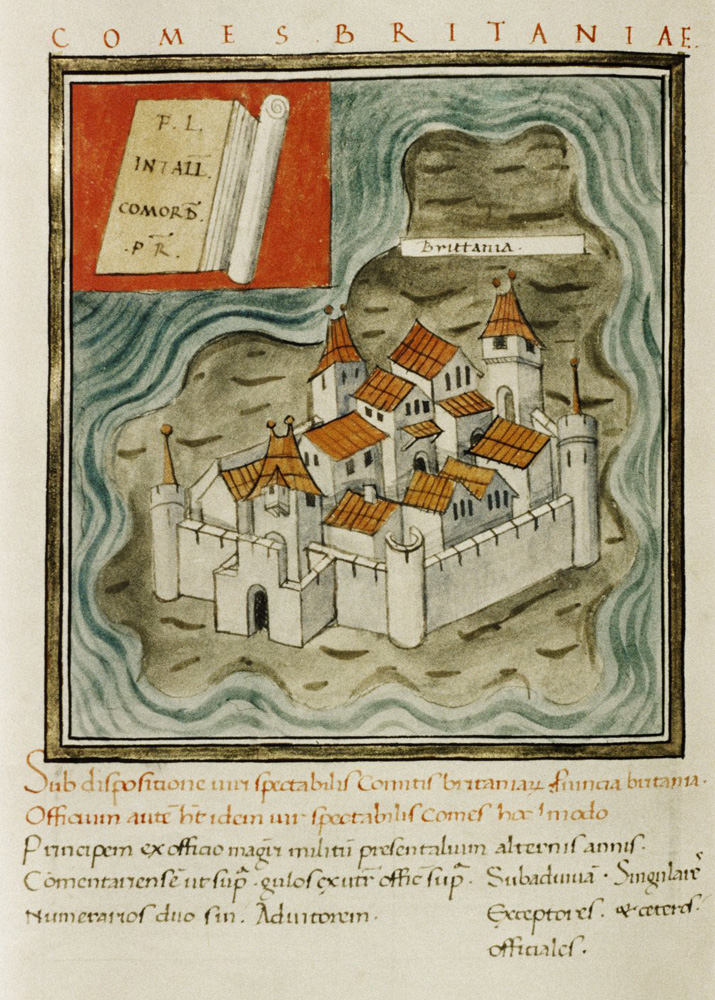
Notitia Dignitatum: Die symbolische Darstellung des Castrum Britannia als Zeichen der Zuständigkeit dieses Comes für alle Provinzen der Insel

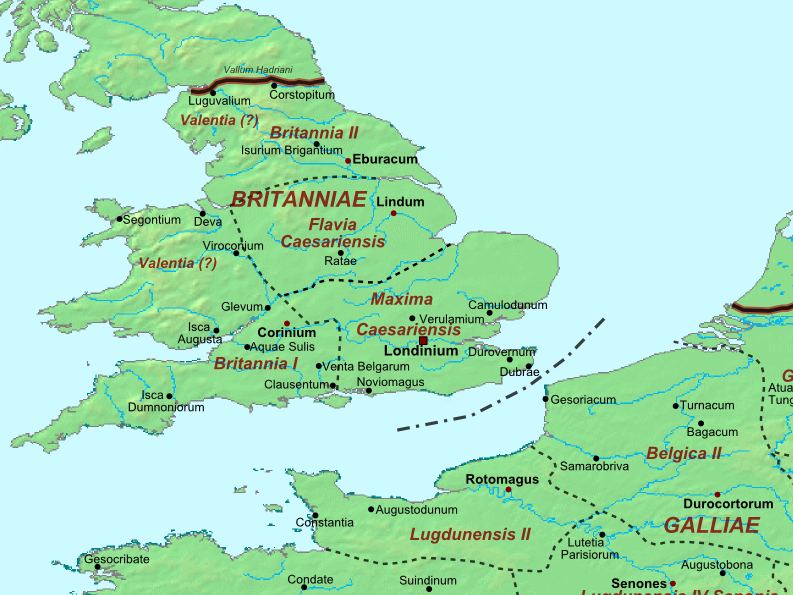
Die spätantiken Provinzen in Britannien (400 n. Chr.)

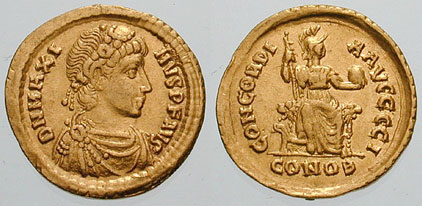
Solidus des Magnus Maximus.

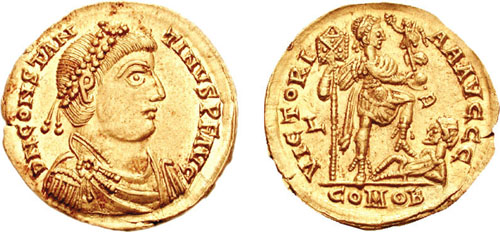
Solidus mit dem Porträt des Usurpators Konstantin III.

Der Comes Britanniarum („Graf der Britannien“) war ein hoher Offizier (comes rei milites) in der spätrömischen Armee des Westens und Inhaber einer der höchsten Kommandostellen im Aufgebot des spätantiken Britanniens des 4. bis 5. Jahrhunderts n. Chr.

## Definition
Am kaiserlichen Hof zähte er als vir spectabilis zur höchsten Rangklasse des Reichsadels. Seine direkten Vorgesetzten waren die magistri militum, die unmittelbar dem Kaiser unterstellten Heermeister.
Namentlich bekannte Amtsinhaber:
- Gratianus der Ältere (ab 340 n. Chr.)
- Magnus Maximus (Ende des 4. Jahrhunderts)
- Konstantin (um 410)

## Kommandobereich
Sein Befehlsbereich (comitativa) erstreckte sich, im Gegensatz zu seinen Kollegen, dem
- Dux Britanniarum und dem
- Comes litoris Saxonici per Britanniam

d.h. über das ganze Territorium der aus fünf Provinzen bestehenden Dioecesis Britanniae:
- Britannia prima
- Britannia secunda
- Maxima Caesariensis
- Flavia Caesariensis
- Valentia

Es beinhaltete damit auch das Oberkommando über das dort stationierte mobile Feldheer (Comitatenses), die Grenztruppen (Limitanei) und die Flottenverbände (Classis Britannica). In der Notitia Dignitatum (ND) wird das Überwachungsgebiet des Comes Britanniarum nicht als mehrere Städte oder Kastelle, sondern als 'Castrum Britannia', d. h. die ganze Diözese, dargestellt.

## Entwicklung
Dass die in der ND erwähnten britischen Heerführer in der Zeit der Abfassung dieses Dokuments noch existiert haben, ist unwahrscheinlich. Die Truppenabzüge der Jahre 383, 401 und 407 hatten die Provinzstreitkräfte dramatisch geschwächt, sodass kaum noch nennenenswerte Kontingente auf der Insel gestanden haben können. Zu Beginn des 5. Jahrhunderts sagten sich die britannischen Eliten folgerichtig auch vom Reich los. Es scheint sich dabei anfangs nicht um ein fix eingerichtetes Amt gehandelt zu haben und wurde wohl nicht vor 368 dauerhaft besetzt. Möglicherweise etablierte es sich unter Constantius Chlorus, nach der Wiedereroberung Nordgalliens und Britanniens von Carausius. Im frühen 4. Jahrhundert wird Gratianus der Ältere, der Großvater des späteren Kaisers Gratian, als Amtsinhaber erwähnt.
Magnus Maximus diente schon 368–369 unter Flavius Theodosius in Britannien. Bald danach stieg er zum Oberbefehlshaber der Provinzarmee auf. Als diese sich, da ihre Soldaten sich in ständige, verlustreiche Kleinkriege mit Pikten, Skoten und Iren verwickelt waren, von Kaiser Gratian deswegen im Stich gelassen fühlten, erhoben sie im Frühjahr 383 ihren Comes Maximus zum Imperator. Maximus’ anschließender Gallienfeldzug hatte jedoch sicher zur Folge, dass der größte Teil der römischen Truppen die Insel verließ, um sie im verlustreichen Bürgerkrieg gegen den Regenten im Osten des Reiches, Theodosius I., einzusetzen. Er war vermutlich auch für den Abzug der römischen Garnisonen aus Wales verantwortlich. Ein Großteil seiner Armee sollte nicht mehr nach Britannien zurückkehren. Nach seiner Niederlage und Hinrichtung, im Jahre 388, siedelten sich viele der romano-britischen Soldaten in der Bretagne an.
Bis ins Jahr 402 hatte man zahlreiche Einheiten aus der britischen Provinzarmee herausgezogen, um mit ihrer Hilfe das Kernland des Reiches, Italien, gegen die Gotenarmee Alarichs zu verteidigen; unter den verbliebenen Soldaten, die vermutlich auch nicht mehr regelmäßig von der Regierung in Ravenna besoldet wurden, wuchs der Unmut darüber immer mehr an. Anders als noch zur Zeit des frühen und mittleren Kaiserreiches galt ihre Loyalität nicht mehr der Armee und dem regierenden Kaiser, sondern hauptsächlich ihrer Heimatprovinz. Viele von ihnen waren auf der Insel geboren und aufgewachsen. Da sie durch die spätantiken Armeereformen auch oft zu einem kleinen Stück Land gekommen waren, auf dem sie ihre Höfe steuerfrei bewirtschaften konnten, waren sie in erster Linie daran interessiert ihre Familien und ihren Besitz zu verteidigen.
407 wurde Konstantin III. von den Soldaten und der Nobilität zum Kaiser ausgerufen. Wahrscheinlich hatte er schon vor seiner Usurpation das Amt des obersten Heerführers der Provinzstreitkräfte bekleidet. Er erhielt aber vermutlich seine neue Würde nur, um mit seiner kleinen aber kampfstarken Feldarmee die britannischen Grenztruppen gegen die zunehmenden Angriffe der nördlichen Piktenstämme, sowie irischer, schottischer und angelsächsischer Piraten zu unterstützen. Sein Imperium sollte sich auf Britannien beschränken und die ihm zufließenden Steuereinnahmen mutmaßlich ausschließlich zum Unterhalt seiner Streitmacht verwendet werden. Konstantin verfolgte jedoch bald andere Pläne. Entweder folgte er einem Hilferuf des gallischen Adels oder die dortige Anarchie weckte in ihm den Ehrgeiz, die offensichtliche Handlungsschwäche des Kaisers in Ravenna auszunutzen und seinen Einflussbereich (wie einst auch Carausius) weiter auszudehnen. Möglich wäre auch, dass er befürchtete, sich in Britannien nicht lange halten zu können, ohne die gallischen Küstenländer und ihre Häfen zu kontrollieren. Er überquerte daher den Ärmelkanal und landete seine Truppen bei Bononia (Boulogne) an. Dieses Ereignis markiert das Ende der römischen Herrschaft über Britannien. Konstantins Armee bestand wohl nur aus der (wahrscheinlich ohnehin auf ihn persönlich eingeschworenen) mobilen Einheiten (Comitatenses) und (wenn überhaupt) aus wenigen Grenzsoldaten (Limitanei). Möglicherweise zog er für seinen Feldzug auch die letzten regulären Besatzungen aus den Kastellen in Wales ab, so dass die Insel nur noch von den Garnisonstruppen am Hadrianswall im Norden und denen der Sachsenküste im Südosten verteidigt wurde. Der Befehlshaber der Nordgrenze, der Dux Britanniarum und sein Kollege im Südosten, der Comes litoris Saxonici per Britanniam, weigerten sich vermutlich ihre Garnisonen wegen des kontinentalen Abenteuers ihres – ohnehin nur mehr nominell – übergeordneten Kollegen noch weiter zu schwächen und gingen wohl bald ihre eigenen Wege.

## Verwaltungsstab
Das Officium (Verwaltungsstab) des Comes umfasste folgende Ämter:
- Principem ex officiis magistrorum militum praesentalium alternis annis. (Kanzleileiter, wird jedes Jahr vom Heermeister neu bestellt)
- Numerarios ex utrisque officiis omni anno (zwei Zahlmeister aus dem Stab des Heermeisters, werden jedes Jahr neu bestellt)
- Adiutorem (Assistent)
- Commentariensem ut supra (= wie oben, Buchführer und Rechtskundiger aus der Armee)
- Subadiuuam (Hilfskraft)
- Regrendarium (Verwalter)
- Exceptores (Juristen)
- Singulares et reliquos officiales (Leibwächter und sonstige Beamte)

## Truppen
Die Herkunft der Infanterieeinheiten des Comes ist in den meisten Fällen unklar. Dies gilt auch für seine Kavallerieeinheiten. Die britische Feldarmee war erst relativ spät aufgestellt worden. Ihre Einheiten wurden wohl zur Gänze aus der gallischen Armee herausgezogen. Viele von ihnen standen dort unter dem Befehl des Magister Equitum und waren vorher den Limitanei des Dux Britanniarum an der Nordgrenze oder dem Befehlshaber der Kanal- bzw. der Sachsenküstenverteidigung (Litus saxonicum) dem Comes litoris Saxonici per Britanniam zugeteilt gewesen. Danach wurden die Soldaten der Feldarmee des Comes Britanniarum als Pseudocomitatenses eingegliedert um dann später – wegen der dortigen militärisch prekären Lage – wieder in die gallische Armee eingereiht zu werden. Der Dienst in der britischen Feldarmee könnte auch eine Art Bewährungsprobe für eine spätere Aufwertung zu Comitatenses gewesen sein. Vermutlich zwischen dem Zeitraum als die Notitia in ihrer Erstfassung zusammengestellt wurde – also in den frühen 390er Jahren – und dem ihrer letzten Aktualisierung um 425.

## Distributio Numerorum
Die folgende Truppenliste findet sich in der ND Occ. im Kapitel VII (Magister peditum):

### Kavallerie
| Einheit                        | Bemerkung | Abbildung |
| ------------------------------ | --- | --------- |
|                                | Comitatenses (unbestimmt) |           |
| Equites Catafractarii iuniores | Diese Panzerreiter sind in der ND occ. nicht in der Liste des Magister Equitum verzeichnet. In der Armee des Dux Britanniarum findet man jedoch einen Präfekten der Equites catafractarii im Kastell Morbio (möglicherweise Piercebridge, County Durham) befehligt. Diese dürften später dann der britischen Feldarmee zugeteilt worden sein. |           |
| Equites Scutarii Aureliaci     | Vermutlich dieselbe Einheit wie die der Numerus Maurorum Aurelianorum. Diese zählten allerdings zu den Limitanei, befehligt von einem Praefectus unter dem Dux Britanniarum. Die Einheit ist noch aus einer anderen Quelle bekannt: Eine Inschrift, die aus dem Kastell Aballava (Burgh by Sans) stammt (253–258), nennt einen Numerus Maur(o)rum Aur(elionorum) Valeriani Gallienia(ue). Der Begriff ‚Numerus‘ unterscheidet aber nicht, ob es sich um Legionäre oder Auxiliare handelt, oder zu Fuß oder zu Pferd; es bezeichnet einfach nur eine Schar Soldaten. Gallienus löste die Legionskavallerie in den 250er-Jahren aus dem Grenzheer und stellte mit ihnen neue mobile Einheiten auf, diese war offenbar eine von ihnen. |           |
| Equites Honoriani Seniores     | Die Reitereinheit stand ursprünglich wohl in der Armee des Magister Equitum per Gallias (Atecotti Honoriani seniores). Insgesamt sind in der Notitia sechs Honoriani-Einheiten angeführt, die den Namen des Flavius Honorius, von 384–423 weströmischer Kaiser, als Ehrenbezeichnung führten. Die Herkunft der anderen fünf Einheiten ist unbestimmt. |           |
| Equites Stablesiani            | Es gibt zwei Einheiten der Gardereiterei die beide ursprünglich unter dem Befehl des Magister Equitum, stationiert in Afrika, in der ND Occ. verzeichnet werden. Die - Equites italicani stablisiani und die - Equites stablisiani seniores. Die britischen Equites stablisiani stammten vielleicht von einer der beiden o. g. ab. Es ist jedoch wahrscheinlicher, dass deren Angehörige vom Praepositus equitum stablesianorum Gariannonensium befehligt wurden, also ursprünglich unter dem Kommando des Comes litoris Saxonici per Britanniam standen. |           |
| Equites Syri                   | Die syrischen Reiter sind in ihrer Zuordnung ebenfalls ein Problem, da sie ebenfalls nicht in der Armee des Magister Equitum zu finden sind. Der Text von einem heute verschollenen Weihealtar aus Barboniaco (Kirkby Thore) enthält u. a. die Kürzel „NMSS“. Sie werden in der Forschung als N [umerus] M [ilitum] S [yorum] S [agittariorum] interpretiert. Berittene Bogenschützen würden auch gut zu einer orientalischen Einheit passen. Die Kopisten im Mittelalter könnten aber auch die Provinz Syria mit sagittarii verwechselt haben. In diesem Fall könnten sie auch Reiter einer der Ala-Einheiten gewesen sein, die vorher unter dem Kommando des Dux Britanniarum standen. |           |
| Equites Taifali                | Die Taifalen werden in den Quellen zum ersten Mal in der Mitte des 3. Jahrhunderts n. Chr. erwähnt. Ob sie zur germanischen oder sarmatischen Volksgruppe zählten, wird kontrovers diskutiert. Sie kämpften im 4. Jahrhundert in vielen Konflikten entweder für oder gegen Rom. Zusätzlich zu den verschiedenen Taifali-Einheiten die in der Notitia angegeben werden, existierte auch eine Präfektus Sarmatarum und Taifalorum gentilium Pictavis in Galia. Ihr Stammesname lebt in der Gemeinde Tiffauges in der Region Pays de la Loire in Frankreich weiter. Er stand möglicherweise auch für ein Dorf namens Tealby, früher Teflesbi, in Lincolnshire Pate. Die Taifalen sind vermutlich identisch mit der Einheit die auch unter dem Dux Britanniarum verzeichnet ist. Es gibt sonst keinen schriftlichen Beweis für eine andere Taifalentruppe in Britannien. Vielleicht wurden sie aus den Equites Honoriani iunores unter dem Kommando des Magister Equitum in Gallien herausgezogen. Das Schildzeichen zeigt einen weißen Grund mit einem violetten oder weißen Schildbuckel, der von einem roten Band umgeben ist, zusammen mit einem purpurnen, oder blauen Dracomotiv und eine Art Scheibe. Drachenstandarten wurden von den römischen Streitkräften seit dem 2. Jahrhundert n. Chr., in Folge der Dakienkriege Trajan’s geführt. Die Köpfe solcher Dracones erinnern aber oft an einen Wolf oder eine Schlange. Es ist möglich, dass das rote Band, das den Schildbuckel umgibt, im Original der Notitia einen Siegeskranz dargestellt hat, so wie beim Schildzeichen der Felices Arcadiani seniores unter dem Magister militum per Orientem (Ostreich). |           |

### Infanterie
| Einheit                         | Bemerkung | Abbildung |
| ------------------------------- | --- | --------- |
|                                 | Comitatenses – Auxilia palatina |           |
| Victores luniores Britanniciani | Victores bedeutet siegreich; Dieser Titel wird auch mit Kaiser Konstantin I. in Verbindung gebracht, der den Ehrennamen Victor, anstelle von „Invictus“, annahm, nachdem er seinen Konkurrenten im Osten, Licinius, entscheidend geschlagen hatte. Letzterer war ein sehr gebräuchlicher Beiname für spätrömische Militäreinheiten. Die Forschung setzt sie mit den Victores iuniores gleich von der eine Kohorte in Spanien, unter dem Comes Hispaniarum diente. Ammianus Marcellinus erwähnt Victores die den Comes Flavius Theodosius auf seinem britischen Feldzug im Jahre 368 begleitete. Es ist aber nicht klar, welche der in der Notitia angegebenen Victores-Einheiten gemeint war. Arnold H.M. Jones vermutete, dass es sich dabei um die Victores iuniores Britanniciani gehandelt hat, die nach Abschluss des Feldzuges als Verstärkung für die britannische Feldarmee zurückgelassen wurde. In der Notitia sind noch vier weitere Victores-Einheiten angegeben: - die Victores, Auxilia palatina in der Armee des Magister militum praesentalis I (Ostreich), - die Victores seniores, - die Galli victores, beide Auxilia palatina in der Italienarmee des Magister peditum und - die Honoriani victores (iuniores), Auxilia palatina unter dem Comes Illyrici. |           |
|                                 | Comitatenses – Legiones comitatenses |           |
| Primani luniores                | Die Herkunft der Primani iuniores ist schwierig zu bestimmen. Die zwei aus der Notitia bekannten westlichen Primani-Einheiten standen in Gallien: - die Prima Flavia Metis, Pseudocomitatenses unter dem Dux Belgicae secundae und - die Prima Flavia Gallicana Constantia, Pseudocomitatenses in der Gallienarmee des Magister equitum. Vielleicht waren sie ursprünglich auch eine Vexillation einer Legio prima. Die Primani iuniores könnten irgendwann im 4. Jahrhundert zur Sicherung der Insel zurückgelassen worden sein. Unabhängig von ihrer Herkunft muss es auch eine Primani seniores Einheit gegeben haben. Die Notitia zeichnet jedoch keine solche Einheit auf. Vielleicht sind die Primani in der Armee des Magister militum praesentalis II (Ostreich) mit den Primani seniores gleichzusetzen. |           |
| Secundani luniores              | Die Truppe scheint als Secunda Britannica, sowohl in der Liste der des Magister peditum als auch in Gallien als Secundani Britones auf. Die Bezeichnung Secunda in ihrem Namen lässt annehmen, dass sie wohl alle aus derselben Legion hervorgingen. Diese Einheit könnte eine Vexillation der britischen Stammlegion Legio II Augusta gewesen sein. Sie stand im 4. Jahrhundert in der Armee des Comes litoris Saxonici per Britanniam und lag in der Hafenstadt Rutupiae (Richborough) in Garnison. |           |